# Giải vô địch bóng đá thế giới các câu lạc bộ 2015
Giải vô địch bóng đá thế giới các câu lạc bộ 2015 (chính thức được gọi là FIFA Club World Cup Japan 2015 presented by Alibaba E-Auto vì lý do tài trợ) là phiên bản thứ 12 của FIFA Club World Cup, một giải đấu bóng đá quốc tế do FIFA tổ chức giữa những nhà vô địch của sáu liên đoàn châu lục, cũng như nhà vô địch giải đấu của quốc gia chủ nhà. Giải đấu được tổ chức bởi Nhật Bản từ ngày 10 đến ngày 20 tháng 12 năm 2015.
Đương kim vô địch Real Madrid không vượt qua vòng loại vì họ bị loại ở bán kết UEFA Champions League 2014–15. Nhà vô địch của giải đấu, Barcelona, đã giành được danh hiệu Club World Cup thứ ba kỷ lục, đánh bại Quảng Châu Hằng Đại 3–0 trong trận bán kết trước khi đánh bại River Plate với tỷ số tương tự trong trận chung kết.

## Đấu thầu chủ nhà
Quá trình đăng ký cho các phiên bản 2015–2016 cũng như 2017–2018, tức là hai máy chủ, mỗi máy chủ hai năm, bắt đầu vào tháng 2 năm 2014. Các hiệp hội thành viên quan tâm đến việc tổ chức phải gửi tuyên bố quan tâm trước ngày 30 tháng 3 năm 2014 và cung cấp bộ hồ sơ mời thầu hoàn chỉnh trước ngày 25 tháng 8 năm 2014. Ủy ban điều hành FIFA đã chọn đội chủ nhà tại cuộc họp của họ ở Maroc vào tháng 12 năm 2014. Tuy nhiên, không có quyết định nào liên quan đến chủ nhà 2015–2016 được đưa ra cho đến năm 2015.
Các quốc gia sau bày tỏ sự quan tâm đến việc đấu thầu để tổ chức giải đấu:
- Ấn Độ (rút lui vào tháng 11 năm 2014)[8]
- Nhật Bản

Nhật Bản chính thức được xác nhận là chủ nhà của giải đấu 2015 và 2016 vào ngày 23 tháng 4 năm 2015.

## Đề xuất thay đổi thể thức
Theo một thay đổi được đề xuất cho cuộc thi, do Liên đoàn bóng đá châu Đại Dương đứng đầu, thể thức mới có nghĩa là loại bỏ các vòng đấu loại trực tiếp cho các trận tứ kết và vòng play-off, thay thế bằng hai nhóm vòng tròn một lượt ba đội, bao gồm hai đội của nước chủ nhà và các nhà vô địch của AFC, CAF, CONCACAF và OFC, với những đội chiến thắng trong nhóm sẽ tiến vào bán kết để đấu với các nhà vô địch của CONMEBOL và UEFA. Điều này sẽ cho phép tất cả các đội đá ít nhất 2 trận, tránh tình trạng đội thua vòng play-off chỉ đá 1 trận như hiện nay. Tuy nhiên, đề xuất này đã không được thực hiện.

## Các câu lạc bộ tham dự
| Đội                          | Liên đoàn        | Tư cách vượt qua vòng loại                | Ngày vượt qua vòng loại | Những lần tham gia trước (in đậm chỉ năm vô địch)        |
| Tiến vào bán kết             | Tiến vào bán kết | Tiến vào bán kết                          | Tiến vào bán kết        | Tiến vào bán kết                                         |
| ---------------------------- | ---------------- | ----------------------------------------- | ----------------------- | -------------------------------------------------------- |
| River Plate                  | CONMEBOL         | Vô địch Copa Libertadores 2015            | 22 tháng 7 năm 2015     | Lần đầu                                                  |
| Barcelona                    | UEFA             | Vô địch UEFA Champions League 2014–15     | 6 tháng 6 năm 2015      | Lần thứ 4 (trước đó: 2006, 2009, 2011)                   |
| Tiến vào tứ kết              |                  |                                           |                         |                                                          |
| Quảng Châu Hằng Đại          | AFC              | Vô địch AFC Champions League 2015         | 21 tháng 11 năm 2015    | Lần thứ 2 (trước đó: 2013)                               |
| TP Mazembe                   | CAF              | Vô địch CAF Champions League 2015         | 8 tháng 11 năm 2015     | Lần thứ 3 (trước đó: 2009, 2010)                         |
| América                      | CONCACAF         | Vô địch CONCACAF Champions League 2014–15 | 29 tháng 4 năm 2015     | Lần thứ 2 (trước đó: 2006)                               |
| Tiến vào play-off vào tứ kết |                  |                                           |                         |                                                          |
| Auckland City                | OFC              | Vô địch OFC Champions League 2014–15      | 26 tháng 4 năm 2015     | Lần thứ 7 (trước đó: 2006, 2009, 2011, 2012, 2013, 2014) |
| Sanfrecce Hiroshima          | AFC (chủ nhà)    | Vô địch J1 League 2015                    | 5 tháng 12 năm 2015     | Lần thứ 2 (trước đó: 2012)                               |

Notes
1. ↑  River Plate đủ điều kiện trở thành đại diện của CONMEBOL vào ngày 22 tháng 7 năm 2015 khi UANL, đội đến từ Mexico và không đủ điều kiện để đại diện cho CONMEBOL tại Giải vô địch bóng đá thế giới các câu lạc bộ, được xác nhận là đối thủ của họ trong trận chung kết.

## Địa điểm
Ngày 22 tháng 5 năm 2015, Sân vận động Nagai ở Osaka và Sân vận động Quốc tế Yokohama ở Yokohama được chọn là hai nơi diễn ra giải đấu.
| Osaka                                            | OsakaYokohama | Yokohama                                        |
| ------------------------------------------------ | ------------- | ----------------------------------------------- |
| Sân vận động Nagai                               | OsakaYokohama | Sân vận động Quốc tế Yokohama                   |
| 34°36′50,83″B 135°31′6,42″Đ / 34,6°B 135,51667°Đ | OsakaYokohama | 35°30′35″B 139°36′20″Đ / 35,50972°B 139,60556°Đ |
| Sức chứa: 47.816                                 | OsakaYokohama | Sức chứa: 72.327                                |
|                                                  | OsakaYokohama |                                                 |

## Trọng tài
Các trọng tài được bổ nhiệm là:
| Liên đoàn          | Trọng tài       | Trợ lý trọng tài                             |
| ------------------ | --------------- | -------------------------------------------- |
| AFC                | Alireza Faghani | Reza Sokhandan Mohammadreza Mansouri         |
| CAF                | Sidi Alioum     | Evarist Menkouande Elvis Guy Noupue Nguegoue |
| CONCACAF           | Joel Aguilar    | Juan Francisco Zumba Marvin Cesar Torrentera |
| CONMEBOL           | Wilmar Roldán   | Alexander Guzmán Cristian Jairo de la Cruz   |
| OFC                | Matthew Conger  | Simon Lount Tevita Makasini                  |
| UEFA               | Jonas Eriksson  | Mathias Klasenius Daniel Warnmark            |
| Chủ nhà (dự phòng) | Ryuji Sato      | Akane Yagi                                   |

## Đội hình
Mỗi đội phải đăng ký 23 cầu thủ (3 thủ môn) cho FIFA trước ngày 30 tháng 11 năm 2015. Đội hình của 6 trên 7 đội đã được FIFA công bố vào ngày 3 tháng 12 năm 2015 (riêng Sanfrecce Hiroshima, sẽ được công bố vào ngày 5 tháng 12 năm 2015). Trường hợp chấn thương được phép thay thế 24 giờ trước trận đấu đầu tiên.

## Kết quả giải đấu
Lịch thi đấu cùng với biểu trưng giải đấu được công bố 24 tháng 8 năm 2015.
Lễ bốc thăm được diễn ra vào ngày 23 tháng 11 năm 2015, 14:00 CEST (UTC+2), tại trụ sở FIFA ở Zürich, Thụy Sĩ, để xác định vị trí các đội ở vòng tứ kết.
Nếu 1 trận đấu hòa trong 90 phút thì:
- Đối với các trận đấu loại, hiệp phụ sẽ diễn ra. Nếu vẫn hòa sau hiệp phụ, sút luân lưu sẽ được diễn ra để quyết định đội thắng.
- Đối với trận tranh hạng 5 và hạng 3, không có hiệp phụ, loạt sút luân lưu sẽ diễn ra ngay.

|  |                        |                        |                     |                     |                        |                        |                     |                     |                        |                        |                    |                    |                        |                        |
|  | Play-off vào tứ kết    | Play-off vào tứ kết    |                     |                     | Tứ kết                 | Tứ kết                 |                     |                     | Bán kết                | Bán kết                |                    |                    | Chung kết              | Chung kết              |
|  | Play-off vào tứ kết    | Play-off vào tứ kết    |                     |                     | Tứ kết                 | Tứ kết                 |                     |                     | Bán kết                | Bán kết                |                    |                    | Chung kết              | Chung kết              |
|  |                        |                        |                     |                     | 13 tháng 12 – Osaka    |                        |                     |                     |                        |                        |                    |                    |                        |                        |
|  |                        |                        |                     |                     |                        |                        |                     |                     |                        |                        |                    |                    |                        |                        |
|  | 10 tháng 12 – Yokohama | 10 tháng 12 – Yokohama |                     |                     | TP Mazembe             | 0                      |                     |                     | 16 tháng 12 – Osaka    | 16 tháng 12 – Osaka    |                    |                    |                        |                        |
|  | 10 tháng 12 – Yokohama | 10 tháng 12 – Yokohama |                     |                     | TP Mazembe             | 0                      |                     |                     | 16 tháng 12 – Osaka    | 16 tháng 12 – Osaka    |                    |                    |                        |                        |
|  | Sanfrecce Hiroshima    | 2                      |                     |                     | Sanfrecce Hiroshima    | 3                      |                     |                     | Sanfrecce Hiroshima    | 0                      |                    |                    |                        |                        |
|  | Sanfrecce Hiroshima    | 2                      |                     |                     | Sanfrecce Hiroshima    | 3                      |                     |                     | Sanfrecce Hiroshima    | 0                      |                    |                    |                        |                        |
|  | Auckland City          | 0                      |                     |                     |                        |                        |                     |                     | River Plate            | 1                      |                    |                    | 20 tháng 12 – Yokohama | 20 tháng 12 – Yokohama |
|  | Auckland City          | 0                      |                     |                     |                        |                        |                     |                     | River Plate            | 1                      |                    |                    | 20 tháng 12 – Yokohama | 20 tháng 12 – Yokohama |
|  |                        |                        |                     |                     |                        |                        |                     |                     |                        |                        | River Plate        | 0                  |                        |                        |
|  |                        |                        |                     |                     |                        |                        |                     |                     |                        |                        | River Plate        | 0                  |                        |                        |
|  |                        |                        |                     |                     | 17 tháng 12 – Yokohama | 17 tháng 12 – Yokohama |                     |                     | Barcelona              | 3                      |                    |                    |                        |                        |
|  |                        |                        |                     |                     | 17 tháng 12 – Yokohama | 17 tháng 12 – Yokohama |                     |                     | Barcelona              | 3                      |                    |                    |                        |                        |
|  |                        |                        | 13 tháng 12 – Osaka | 13 tháng 12 – Osaka |                        |                        | Barcelona           | 3                   |                        |                        |                    |                    |                        |                        |
|  |                        |                        | 13 tháng 12 – Osaka | 13 tháng 12 – Osaka |                        |                        | Barcelona           | 3                   |                        |                        |                    |                    |                        |                        |
|  |                        |                        | América             | 1                   |                        |                        | Quảng Châu Hằng Đại | 0                   |                        |                        |                    |                    |                        |                        |
|  |                        |                        | América             | 1                   |                        |                        | Quảng Châu Hằng Đại | 0                   |                        |                        |                    |                    |                        |                        |
|  |                        |                        | Quảng Châu Hằng Đại | 2                   |                        |                        |                     |                     |                        |                        |                    |                    |                        |                        |
|  |                        |                        | Quảng Châu Hằng Đại | 2                   |                        |                        |                     |                     |                        |                        |                    |                    |                        |                        |
|  |                        |                        |                     |                     |                        |                        | Trận tranh hạng năm | Trận tranh hạng năm |                        |                        | Trận tranh hạng ba | Trận tranh hạng ba |                        |                        |
|  |                        |                        |                     |                     |                        |                        | Trận tranh hạng năm | Trận tranh hạng năm |                        |                        | Trận tranh hạng ba | Trận tranh hạng ba |                        |                        |
|  |                        |                        |                     |                     | 16 tháng 12 – Osaka    | 16 tháng 12 – Osaka    |                     |                     | 20 tháng 12 – Yokohama | 20 tháng 12 – Yokohama |                    |                    |                        |                        |
|  |                        |                        |                     |                     | 16 tháng 12 – Osaka    | 16 tháng 12 – Osaka    |                     |                     | 20 tháng 12 – Yokohama | 20 tháng 12 – Yokohama |                    |                    |                        |                        |
|  |                        |                        |                     |                     | América                | 2                      |                     |                     | Sanfrecce Hiroshima    | 2                      |                    |                    |                        |                        |
|  |                        |                        |                     |                     | América                | 2                      |                     |                     | Sanfrecce Hiroshima    | 2                      |                    |                    |                        |                        |
|  |                        |                        |                     |                     | TP Mazembe             | 1                      |                     |                     | Quảng Châu Hằng Đại    | 1                      |                    |                    |                        |                        |
|  |                        |                        |                     |                     | TP Mazembe             | 1                      |                     |                     | Quảng Châu Hằng Đại    | 1                      |                    |                    |                        |                        |

Tất cả thời gian là giờ địa phương, JST (UTC+9).

### Play-off vào tứ kết
| Sanfrecce Hiroshima        | 2–0      | Auckland City |
| -------------------------- | -------- | ------------- |
| Minagawa 9' · Shiotani 70' | Chi tiết |               |

### Tứ kết
| Club América   | 1–2      | Quảng Châu Evergrande           |
| -------------- | -------- | ------------------------------- |
| O. Peralta 55' | Chi tiết | Trịnh Long 80' · Paulinho 90+3' |

| TP Mazembe | 0–3      | Sanfrecce Hiroshima                  |
| ---------- | -------- | ------------------------------------ |
|            | Chi tiết | Shiotani 44' · Chiba 56' · Asano 78' |

### Trận tranh hạng năm
| Club América               | 2–1      | TP Mazembe |
| -------------------------- | -------- | ---------- |
| Benedetto 19' · Zúñiga 28' | Chi tiết | Kalaba 43' |

### Bán kết
| Sanfrecce Hiroshima | 0–1      | River Plate |
| ------------------- | -------- | ----------- |
|                     | Chi tiết | Alario 72'  |

| Barcelona                    | 3–0      | Quảng Châu Evergrande |
| ---------------------------- | -------- | --------------------- |
| Suárez 39', 50', 67' (ph.đ.) | Chi tiết |                       |

### Trận tranh hạng ba
| Sanfrecce Hiroshima | 2–1      | Quảng Châu Evergrande |
| ------------------- | -------- | --------------------- |
| Douglas 70', 83'    | Chi tiết | Paulinho 4'           |

### Chung kết
| River Plate | 0–3      | Barcelona                   |
| ----------- | -------- | --------------------------- |
|             | Chi tiết | Messi 36' · Suárez 49', 68' |

## Cầu thủ ghi bàn
| Hạng | Cầu thủ               | Câu lạc bộ            | Bàn thắng |
| ---- | --------------------- | --------------------- | --------- |
| 1    | Luis Súarez           | Barcelona             | 5         |
| 2    | Paulinho              | Quảng Châu Evergrande | 2         |
| 2    | Douglas               | Sanfrecce Hiroshima   | 2         |
| 2    | Shiotani Tsukasa      | Sanfrecce Hiroshima   | 2         |
| 5    | Darío Benedetto       | América               | 1         |
| 5    | Oribe Peralta         | América               | 1         |
| 5    | Martín Eduardo Zúñiga | América               | 1         |
| 5    | Lionel Messi          | Barcelona             | 1         |
| 5    | Trịnh Long            | Quảng Châu Evergrande | 1         |
| 5    | Rainford Kalaba       | TP Mazembe            | 1         |
| 5    | Lucas Alario          | River Plate           | 1         |
| 5    | Asano Takuma          | Sanfrecce Hiroshima   | 1         |
| 5    | Chiba Kazuhiko        | Sanfrecce Hiroshima   | 1         |
| 5    | Minagawa Yusuke       | Sanfrecce Hiroshima   | 1         |

## Bảng xếp hạng chung cuộc
Đối với các trận hòa được quyết định bằng hiệp phụ thì sẽ được tính thắng thua, còn các trận đấu được phân định bằng sút luân lưu thì sẽ được tính là trận hòa.
| VT | Đội                           | ST | T | H | B | BT | BB | HS | Đ |
| -- | ----------------------------- | -- | - | - | - | -- | -- | -- | - |
| 1  | Barcelona (UEFA)              | 2  | 2 | 0 | 0 | 6  | 0  | +6 | 6 |
| 2  | River Plate (CONMEBOL)        | 2  | 1 | 0 | 1 | 1  | 3  | −2 | 3 |
| 3  | Sanfrecce Hiroshima (AFC) (H) | 4  | 3 | 0 | 1 | 7  | 2  | +5 | 9 |
| 4  | Quảng Châu Evergrande (AFC)   | 3  | 1 | 0 | 2 | 3  | 6  | −3 | 3 |
| 5  | América (CONCACAF)            | 2  | 1 | 0 | 1 | 3  | 3  | 0  | 3 |
| 6  | TP Mazembe (CAF)              | 2  | 0 | 0 | 2 | 1  | 5  | −4 | 0 |
| 7  | Auckland City (OFC)           | 1  | 0 | 0 | 1 | 0  | 2  | −2 | 0 |